# Instrukcja wywołania
Instrukcja wywołania jest to instrukcja, w danym języku programowania, powodująca wywołanie (i w konsekwencji wykonanie) określonego podprogramu.

## Stosowanie instrukcji wywołania
Instrukcja wywołania powoduje wykonanie określonego podprogramu:
- procedury
- funkcji – poza wyrażeniem – a więc z odrzuceniem (ignorowaniem) wartości zwracanej przez funkcję, o ile dany język programowania dopuszcza taką konstrukcję
- metody.

Podczas wykonania instrukcji wywołania następuje odpowiednie skojarzenie ewentualnych (jeżeli występują) argumentów wywołania z parametrami podprogramu (określonymi w jego deklaracji), a następnie wybór odpowiedniej ingresji (na podstawie identyfikatora ingresji użytego w instrukcji wywołania) i wykonanie instrukcji zawartych w podprogramie (w ramach wybranej ingresji). Po wykonaniu w ciągu instrukcji podprogramu, instrukcji wyjścia, następuje przejście do instrukcji występującej bezpośrednio po instrukcji wywołania (przy normalnym wyjściu z podprogramu).

## Postać instrukcji wywołania
- bez słowa kluczowego
  - nazwa_podprogramu[([lista_argumentów])]
języki programowania: Ada[3][2], ALGOL 60[4], C[5][6], C++[5], Clipper[7], Forth[8][9], Icon[10], Logo[9], Modula-2[11], Pascal[12][9], Prolog[13][9], Simula 67[14]
- po słowie kluczowym
  - CALL nazwa_podprogramu[([lista_argumentów])]
języki programowania: asembler[15], Fortran[16], PL/1[17], PL/M[18], Visual Basic
  - EXEC nazwa_podprogramu[([lista_argumentów])]
języki programowania: Comal[9]
  - DO nazwa_podprogramu [WITH argumenty]
języki programowania: dBASE[19][20], Clipper[7]
  - DO PART numer, DO STEP numer.etykieta
języki programowania: JEAN[21][22], JOSS[21][22]
  - GOSUB <numer |  etykieta>
języki programowania: BASIC[9], Visual Basic
  - PERFORM nazwa
języki programowania: COBOL[23][2]

## Klasyfikacja instrukcji wywołania
Instrukcja wywołania zaliczana jest do instrukcji:
- prostych, i jednocześnie
- sterujących[2].

Pewne specyficzne formy wywołania mogą decydować także o przynależności także do innych kategorii instrukcji. Przykładowo w języku Clipper forma DO ... WITH ... przynależy do kategorii instrukcji rozkazu.